# Eiichi Misawa
Eiichi Misawa (Japans: 三沢栄一, Misawa Eiichi) is een Japans componist en muziekpedagoog.
Misawa was muziekleraar en dirigent aan de Rikkyo Elementary School in Kuwana in de Japanse prefectuur Mie. Aan deze school was hij dirigent van een Bach-koor. Als componist schreef hij werken voor harmonieorkest. Zijn Symphonic Fanfare werd in 1972 verplicht gesteld tijdens het Nationaal concours van harmonieorkesten.

## Composities

### Werken voor harmonieorkest
- 1972 Symphonic Fanfare, voor harmonieorkest[1][2][3][4]
- 1973 Kariatido, voor harmonieorkest[5]
- Yamanashi, mars

## Media
1. ↑  Conducted and performed by 中谷義和／関西学院大学応援団総部吹奏楽部 (Nakatani, Yoshikazu; Kwansei Gakuin University Symphony Band), Nationaal Toernooi - Gouden medaille: "Symphonic Fanfare", 15 november 1972, Fumonkan, Tokio (Brassband wedstrijdinvoerrecord). Gearchiveerd op 19 april 2018. Geraadpleegd op 19 april 2018.
2. ↑  Eiichi Misawa, Symphonic Fanfare (1973); CD (03:19): Suisōgaku konkūru kadaikyoku-shū [All Japan Band Contest Required Music : 1970-1976], volume 2, CBS Sony SRCR-2206
3. ↑  Eiichi Misawa, Symphonic Fanfare (1973); LP (03:19): Suisōgaku konkūru kadaikyoku-shū [All Japan Band Contest Required Music : 1970-1976], volume 2, CBS Sony 25AG-783
4. ↑  
Symphonic Fanfare door het "Kwansei Gakuin University Symphonic Wind Orchestra", Nishinomiya in de prefektuur Hyogo, o.l.v. Nakaya Yoshikazu
5. ↑  Shōwa 48-nen JBA Shitaya-shō : Dai 2-bu Doryokushō; "Caryatide" [1973 JBA Shitaya Award: Division 2 Finalist; "Caryatide"; Misawa, Eiichi (1973)] (Japanese Band Directors Association (jawiki)). Gearchiveerd op 19 april 2018. Geraadpleegd op 19 april 2018.